# Aquilinae
Die Aquilinae sind eine Unterfamilie der Familie der Habichtartigen innerhalb der Greifvögel. Ein deutscher Name ist bisher nicht etabliert. Gemeinsames Merkmal aller Vertreter der Aquilinae sind die bis zu den Zehen befiederten Beine, im Englischen wird das Taxon daher als „Booted Eagles“ (wörtlich übersetzt: „Gestiefelte Adler“) bezeichnet. Zu dieser Unterfamilie gehören mit den Echten Adlern, dem Kronenadler und dem Kampfadler die meisten jener großen Greifvögel, die auch Wirbeltiere von beträchtlicher Größe schlagen können.

## Beschreibung
Die Aquilinae sind mittelgroße bis sehr große Greifvögel. Die kleinste Art, der Zwergadler, hat eine Spannweite von 113 bis 138 cm, wiegt maximal 1,25 kg und ist damit etwa so groß wie ein Mäusebussard. Die größten Arten der Gattungen Aquila, Stephanoaetus und Polemaetus zählen zu den größten Greifvögeln. Größte Art der Unterfamilie ist der Steinadler mit einer Spannweite von 180 bis 234 cm und einem Maximalgewicht von 6,7 kg.
Die Vertreter dieser Unterfamilie haben nur ein gemeinsames morphologisches Merkmal, dies sind die bis zu den Zehen befiederten Beine. Ein großer Teil der Arten hat außerdem eine Federhaube (Gattungen Spizaetus, Oraetus, Spizastur, Stephanoaetus, Lophaetus).

## Verbreitung
Die Unterfamilie ist weltweit verbreitet, unter den größeren Landmassen ist nur Antarktika nicht besiedelt. Der Schwerpunkt der Verbreitung liegt in den Tropen Afrikas, Asiens und Australiens; in den Tropen Südamerikas kommen nur vier Arten vor. Nur wenige Arten der Echten Adler (Gattung Aquila) und der Gattung Clanga besiedeln die kühleren, gemäßigten bis arktischen Klimazonen.

## Lebensweise
Alle Arten der Aquilinae leben in erster Linie von kleinen bis mittelgroßen Wirbeltieren, die sie meist selbst erbeuten. Im Beutespektrum dominieren dabei Säuger und Vögel. Darüber hinaus nutzen die Adler ein breites Spektrum der übrigen Landwirbeltiere und größerer Insekten. Aas fressen fast alle Arten der Echten Adler (Gattung Aquila) regelmäßig, die anderen Vertreter der Unterfamilie jedoch nur gelegentlich.
Alle näher untersuchten Arten sind monogam und streng territorial. Sie bauen große Horste auf Bäumen oder in Felswänden. Das Gelege besteht aus einem bis vier Eiern. Bei vielen Arten sind die Nestgeschwister untereinander aggressiv, die jüngsten Geschwister überleben daher oft nicht. Eine Reihe von Arten (zum Beispiel Schreiadler, Schelladler, Kaffernadler und Kronenadler) zeigt obligatorischen Kainismus, so dass immer nur ein Jungvogel flügge wird.

## Externe Systematik
Eine Unterfamilie Aquilinae wurde bereits Ende des 19. Jahrhunderts aufgrund morphologischer Merkmale vorgeschlagen. Ob die Aquilinae tatsächlich monophyletisch sind, war in der Folgezeit umstritten, bei Untersuchungen anhand morphologischer Merkmale wurde die Monophylie sowohl bestätigt als auch abgelehnt. Auch die Zugehörigkeit verschiedener Gattungen wurde immer wieder diskutiert. Neuere Untersuchungen der mitochondrialen DNA und der DNA des Zellkerns haben die Monophylie des Taxons innerhalb der Accipitridae bestätigt. Das Schwestertaxon der Aquilinae sind nach Mindell, Fuchs und Johnson (2018) die Harpiinae (Harpyie und Verwandte).

## Interne Systematik
Mit insgesamt über 35 Arten zählen die Aquilinae zu den artenreichsten Unterfamilien innerhalb der Habichtartigen (Accipitridae). Die folgende Zuordnung der bisher zehn Gattungen zur Unterfamilie Aquilinae folgt Mindell, Fuchs und Johnson (2018). Die taxonomische Einstufung als Arten folgt in der World Bird List der IOC.
- Haubenadler (Nisaetus): 10 Arten in den Tropen und Subtropen von Asien und Ozeanien
  - Berghaubenadler (N. nipalensis)
  - Ceylonhaubenadler (N. kelaarti)
  - Traueradler (N. alboniger)
  - Zwerghaubenadler (N. nanus)
  - Haubenadler (N. cirrhatus)
  - Javahaubenadler (N. bartelsi)
  - Floreshaubenadler (Nisaetus floris)
  - Celebeshaubenadler (N. lanceolatus)
  - Philippinenhaubenadler (N. philippensis)
- Ictinaetus: Monotypische Gattung; eine Art in den Tropen Südostasiens
  - Malaienadler (I. malayensis)
- Spizaetus: Vormals zu den asiatischen Haubenadlern gezählt, mittlerweile abgetrennt. 4 Vertreter im tropischen Amerika
  - Tyrannenadler (S. tyrannus)
  - Prachtadler (S. ornatus)
  - Isidoradler (S. isidori)
  - Elsteradler (S. melanoleucus)
- Stephanoaetus: Monotypische Gattung; eine Art im tropischen Afrika
  - Kronenadler (S. coronatus)
  - außerdem S. mahery (ausgestorben)
- Polemaetus: Monotypische Gattung; eine Art im tropischen Afrika
  - Kampfadler (P. bellicosus)
- Echte Adler (Aquila): 11 Arten in allen Klimazonen, nur der holarktisch verbreitete Steinadler auch in Amerika
  - Molukkenadler (A. gurneyi)
  - Keilschwanzadler (A. audax)
  - Steinadler (A. chrysaetos)
  - Klippenadler (A. verreauxii)
  - Kaiseradler (A. heliaca)
  - Iberienadler (A. adalberti)
  - Savannenadler (A. rapax)
  - Steppenadler (A. nipalensis)
  - Habichtsadler (A. fasciata Syn. Hieraaetus fasciatus)
  - Akazienadler (A. spilogaster Syn. Hieraaetus spilogaster)
  - Schwarzachseladler (A. africana) (zuvor als Nisaetus africanus zu den Haubenadlern gestellt)
- Clanga: ehemals zu den Echten Adlern gezählt, drei Arten in Eurasien
  - Gangesadler (Clanga hastata Syn. Aquilia hastata)
  - Schelladler (C. clanga Syn. A. clanga)
  - Schreiadler (C. pomarina Syn. A. pomarina)
- Lophaetus: Monotypische Gattung; eine Art im tropischen Afrika
  - Schopfadler (L. occipitalis)
- Hieraaetus: ehemals zusammengefasst als die Habichtsadler, jedoch werden H. fasciata und H. spilogaster mittlerweile zu den echten Adlern gezählt. 5 Arten in den mediterranen bis tropischen Zonen in Europa, Asien, Afrika und Australien
  - Australienzwergadler (H. morphnoides)
  - Zwergadler (H. pennatus)
  - Silberadler (H. wahlbergi Syn. Aquilia wahlbergi)
  - Fleckenadler (H. ayresii)
  - Papuazwergadler (H. weiskei)
- Lophotriorchis: Eine Art im tropischen Asien
  - Rotbauchadler (H. kienerii Syn. Hieraaetus kienerii)

Wie hier dargestellt, bilden die Haubenadler der Alten Welt (Nisaetus, vormals zu Spizaetus gestellt) nach Lerner & Mindell ein Monophylum, das sich deutlich von den Haubenadlern der Neuen Welt abgrenzt. Das Taxon der neuweltlichen Haubenadler schließt auch die bisher als jeweils monotypische Gattungen betrachteten Spizastur und Oroaetus ein. Bestätigt wurden von Lerner & Mindell die systematischen Sonderstellungen von Kronenadler (Stephanoaetus) und Kampfadler (Polemaetus) als jeweils monotypische Gattung. Der Rotbauchadler (Hieraaetus kienerii) ist nach Lerner & Mindell nicht näher mit den anderen Vertretern der Gattung Hieraaetus verwandt und weicht auch morphologisch von dieser Gattung stark ab. Demnach ist er hier als einzige Art der somit monophyletischen Gattung Lophotriorchis gelistet.